# Педро Хоакін Чаморро Карденал
Педро Хоакін Чаморро Карденал (24 серпня 1924, Гранада — 10 січня 1978, Манагуа) — нікарагуанський журналіст, видавець преси та політичний діяч; давній опозиційний лідер проти диктатури родини Сомози; з 1952 року — видавець лівого щоденника La Prens, успадкованого від батька; з 1974 року — засновник та голова Спілки демократичних визволень; чоловік Віолети Чаморро.
Його вбили найманці Анастасіо Сомози Дебайле. Машина, у якій сиділи троє терористів, ударом відштовхнула автомобіль Чаморро на узбіччя дороги, після чого у бік журналіста було випущено серію кулеметних пострілів, влучивши у нього 18 разів. Уряд Сомози засудив вбивство та оголосив про розшук винних, але ця позиція викликала недовіру з боку громадськості. Коли 10 січня 1978 року труну з тілом Чаморро було перевезено з лікарні до його будинку, 50 000 громадян пішли за нею. 11 січня у поховальній церемонії взяло участь 30 000 скорботних. Увечері на вулиці Манагуа вийшли демонстранти, які почали підпалювати будівлі та машини, грабувати магазини та кидати каміння на поліцейських, солдатів та пожежників. Торгові організації та профспілки спільно оголосили загальний страйк, вимагаючи ретельного розслідування, водночас кілька партій вимагали відставки Сомози. Смерть Чаморро сприяла об'єднанню різних нікарагуанських опозиційних організацій, а потім і революції під керівництвом ФСЛН, що скинула президента, ненависного його співвітчизникам. Президента, який безуспішно намагався контролювати ситуацію у країні шляхом масових репресій і водночас обіцянок майбутніх реформ.